# Cylindraustralia setosa
Cylindraustralia setosa är en insektsart som beskrevs av Günther, K.K. 1992. Cylindraustralia setosa ingår i släktet Cylindraustralia och familjen Cylindrachetidae. Inga underarter finns listade i Catalogue of Life.